# Хонхотаны
Хонхота́ны (монг. Хонхотан) — одно из племен, входивших в нирунскую ветвь монголов. Потомки этого древнего монгольского рода в настоящее время проживают на территории Монголии и Внутренней Монголии.

## История
Хонхотаны возводят свою родословную, как и многие другие монгольские роды, к легендарному предку монголов Бортэ-Чино. Предками хонхотанов являются Алан-гоа — прародительница нирун-монголов; Бодончар — сын Алан-гоа, основатель рода Борджигин; Хайду — потомок Бодончара, первый монгольский правитель, объединивший под своей властью монгольские роды.
У Хайду было три сына: Байшингор-Докшин, Чарахай-Линху и Чаочжин-Ортегай. Сын Байшингор-Докшина — Тумбинай-Сечен. Сыновья Чарахай-Линху — Сенгун-Билге, Амбагай и другие — образовали племя Тайчиудов. Потомка Чарахай-Линху, происшедшего от его снохи, звали Бесутай. Отсюда идет род Бесуд. От сыновей Чаочжин-Ортегая пошли племена: Оронар, Хонхотан, Арулад, Сонид, Хабтурхас, Генигес и Кэит.
Есугей, отец Чингисхана, согласно «Сокровенному сказанию монголов», скончался на руках Мунлика, сына Хонхотанского старца Чарахая. После смерти Есугея Мунлик (Mэнглиг, Мэнлиг) помогал Оэлун-хатун и ее детям, став фактически вторым отцом Тэмуджину и его братьям. Потому они звали его Mönglik эцэг или отец Mэнглиг. Мэнлиг был выходцем из племени тайчиутов, представителем рода хонхотон (хонхотан). Потомки Мунлика основали собственный род Мэнглиг (Мэнлиг), представители которого до сих пор проживают в Монголии.
После смерти отца Тэмуджина его приверженцы покинули вдов (у Есугея было 2 жены) и детей Есугея (Тэмуджина и его братьев Хасара, Хачиуна, Тэмугэ и от второй его жены — Бектера и Бельгутая). Одним из немногих, кто поддержал семью Тэмуджина, был Хонхотанский старец Чарха (Чарахай).
Когда Тэмуджин решил основать свой собственный улус отдельно от своего побратима Джамухи, одним из первых присоединившихся к Тэмуджину был Сюйкету-черби из племени Хонхотан.
У Хонхотанского Мунлик-эчиге было семеро сыновей. Старший из семерых, по имени Кокочу, был Теб-Тенгри, волхв. Теб-Тенгри был одним из самых влиятельных шаманов (волхвов) своего времени. После драки хонхотанов с Хасаром и после ухода части подданных Тэмугэ-Отчигина к Теб-Тенгри между хонхотанами и семьей Тэмуджина начал зарождаться конфликт. Чингисхан разрешил Тэмугэ-Отчигину поступить с Теб-Тенгри по своему усмотрению. В итоге по приказу Тэмугэ-Отчигина Теб-Тенгрию был переломлен хребет. Согласно «Сокровенному сказанию монголов», когда не стало Теб-Тенгрия, Хонхотанцы присмирели.
После смерти Теб-Тенгрия зарождавшийся конфликт между хонхотанами и семьей Чингисхана был потушен. В итоге в числе нойонов и царевичей, участвовавших в монгольских походах на тангутов упоминается Хонхотанский Толун-черби.
Хонхотанов принято относить к нирун-монголам, т.к. они являются потомками Алан-гоа. В свою очередь Рашид ад-Дин причисляет их к дарлекин-монголам. Согласно «Сборнику летописей», от племени уряут отделились три ветви: конкотан, арулат и уряут-килинкут. Рашид ад-Дин также добавляет: «Мунлик-эчигэ сиживал рядом с Чингиз-ханом справа от него, выше всех эмиров. И всегда при тяжелых и благоприятных, при страшных и обнадеживающих обстоятельствах он был заодно с Чингиз-ханом. Он постоянно был уважаем и почитаем, имел [под своим началом] тысячу из левого крыла [армии]».
После распада государства Юань хонхотаны входили в состав юншиэбуского тумена. С конца XIV до начала XVI века юншиэбу находились в составе шести монгольских туменов и назывались дүн их еншөөбу (великим юншиэбу). С XV века юншиэбу занимали близлежащие земли Чжанцзякоу и севернее города Шанду. Затем отошли на запад и стали соседствовать с тумэтами.

## Современность
В настоящее время на территории Внутренней Монголии проживают носители родового имени хонхотан.
В сомоне Халхгол Восточного аймака Монголии отмечен род гэрүүд кости хонхатнууд (хонхотнууд). Представители рода мэнглиг (мэнлиг), ответвления рода хонхотон (хонхотан), зарегистрированы в сомонах Булган, Цагаан-Овоо, Гурванзагал и Сэргэлэн Восточного аймака Монголии. Хонхотан (хонхатан) в частности упоминаются в составе монгольского рода юншиэбу (еншөөбу). 
В Монголии проживают носители родовых фамилий Хонхотан, Хонхотон, Хонхтон. 